# 湖南民居

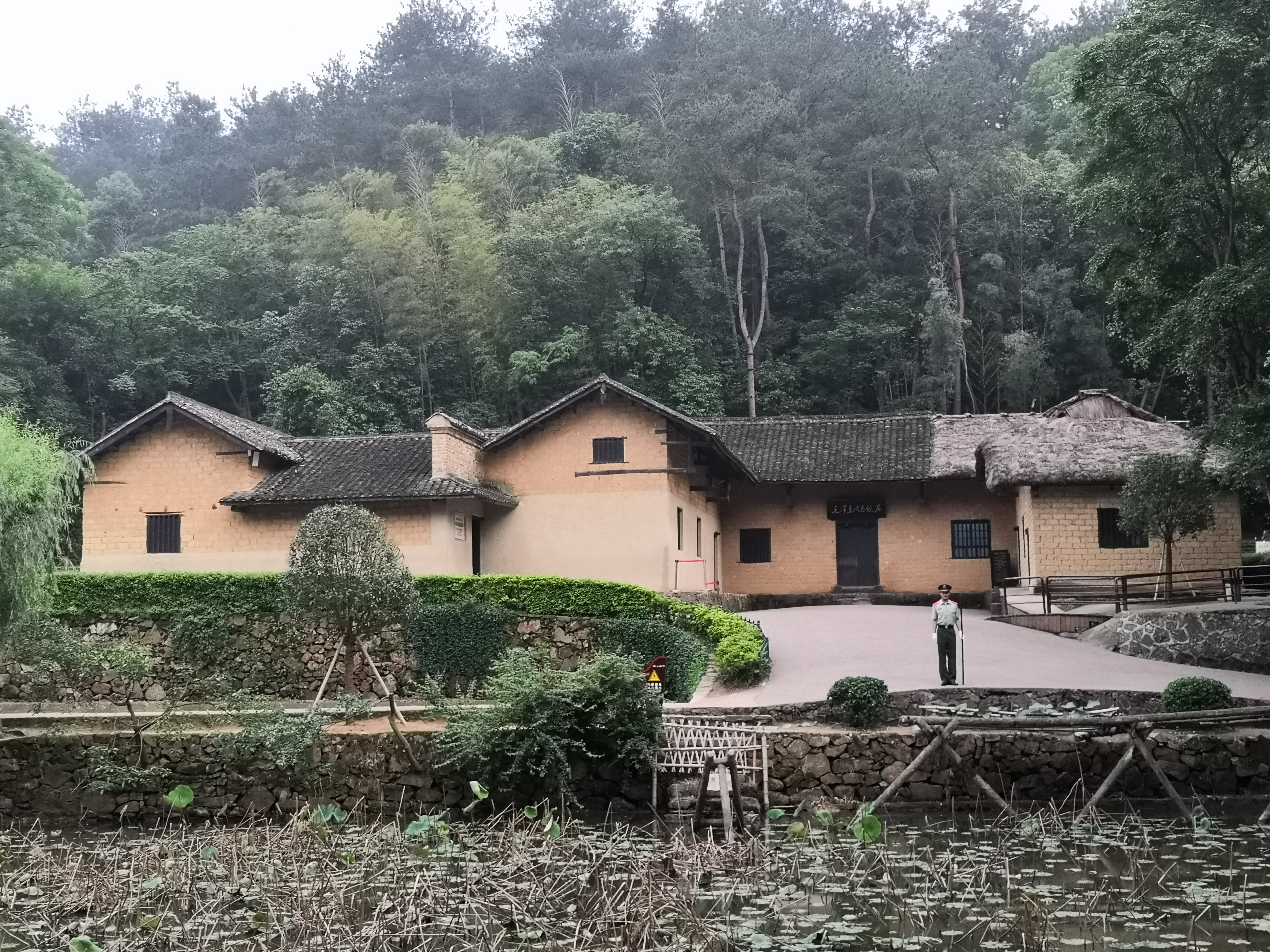
毛泽东故居为典型的湖南中部乡村民居建筑

湖南民居具有明显的地域特征。受各种不同的地理气候条件、地形地貌以及历史和民族文化影响，湖南各地区的民居形式与温和湿润的气候条件和复杂多变的地形地貌相适应，都却不完全一样，各有特征。

## 民族差异

### 汉族民居
由于受宗族观念、农耕封闭文化的影响，以及举家迁移开拓等历史原因，湖南聚族而居形成村落的现象较为普遍。宗族村落依祠堂等公共建筑为中心扩展形成庞大的村落。
而单座民居建筑则是以堂屋为中心，受汉族文化高下内外贵卑的礼仪制度影响，以正屋为主题，中轴对称，厢房、杂物均衡扩展，组成天井院落组合变化的基本格局。
在城镇密集的居住条件下，建筑一般中轴对称，天井组合，构成严整的纵深布局。墙体以薄砖斗砌或大砖眠砌，大面积清水青砖墙面，冠以白色檐带和人字形山墙或高大的封火山墙。有的与商店作坊结合，多为楼房，后连住宅，贯穿相通。外部商店突出马头山墙，内部以走马楼、过亭采光通风。
湖南民居中富商高官中修建庄园大宅的现象则很突出。这种深院大宅正屋多达七间或九间，几进几横，院落天井穿插复杂，内有众多房厅、花园、书楼以及佛堂、作坊、戏台、炮台等等，构成庞大严谨对称，又复杂多变的建筑群体。
农村住宅则建筑布局较为开阔自由，造型简朴自然，大多依山傍水，少占农田。也以三五开间正屋为主，厢房、杂屋配置则因地制宜，多横向展开，以充分利用土地。多建有畜栏仓屋，以饲养牲畜家禽和开展农业生产。屋前多有晒场，或外加竹篱矮墙，构成田园小院。

### 少数民族民居
湖南为多民族聚居的省份，境内有苗族、土家族、瑶族、侗族等少数民族，他们都有着各自独特的民族文化、风俗习惯和生活方式，建筑形式也具有自己的特色。
少数民族多在山区聚族而居，村寨远离城镇。建筑多采用干栏式楼房，为木制结构。城镇大宅则受汉族影响，仿汉族印子屋做法，以青砖砌封火墙，内部天井、过亭组合。

## 地域差异
建筑材料上，湘中、湘南、湘北地区村落民居多采用砖木结构，使用青砖。湘东地区民居多为土木结构，墙壁采用三合土夯筑，结合木构架。湘西为少数民族地区，多采用全木结构的干栏式建筑。建筑造型方面，汉族地区都以封火山墙为特色，湘中湘东地区多采用马头山墙式样，湘南地区多为人字形山墙。湘西地区造型最多的是吊脚楼形式。平面组合上，湘中、湘南、湘东、湘北各地的汉族民居基本上都是南方天井院落式组合；而湘西地区民居的吊脚楼一般是独栋式的，没有庭院组合。

## 邮票
湖南民居邮票发行于1986年12月25日，面值3分，为民居系列（编号普23）中的一枚，体现了东西折厢式的特点。